# La Frasnée
La Frasnée ist eine französische Gemeinde im Département Jura in der Region Bourgogne-Franche-Comté.

## Geographie
La Frasnée liegt auf 550 m, etwa 24 km südöstlich der Stadt Lons-le-Saunier (Luftlinie). Das Dorf erstreckt sich im Jura, im tief in die umgebenden Plateaus eingeschnittenen Tal des Drouvenant, am westlichen Rand der Ketten des Hochjuras.
Die Fläche des 3,19 km² großen Gemeindegebiets umfasst einen Abschnitt des französischen Juras. Der Hauptteil des Gebietes wird vom Tal des Drouvenant eingenommen, der für die Entwässerung zum Ain sorgt. Das Tal zeichnet bei der Ortschaft La Frasnée einen Bogen: Zunächst ist es in Süd-Nord-Richtung orientiert, unterhalb des Dorfes wendet es sich nach Nordwesten. Der Drouvenant besitzt einen rund 500 m breiten, flachen Talboden. Auf beiden Seiten steigen steile, bis zu 200 m hohe Hänge an, die bewaldet und besonders oberhalb von La Frasnée mit markanten Felswänden durchzogen sind. Die heutige Talform entstand während der Eiszeit durch Gletschererosion entlang einer bereits bestehenden Talkerbe. Flankiert wird das Tal im Westen von der Höhe der Forêt de la Joux (bis 775 m, höchste Erhebung von La Frasnée), im Osten vom Hochplateau der Forêt de la Crochère. Die Grenze verläuft jeweils oberhalb des Steilabfalls zum Drouvenant-Tal.
Nachbargemeinden von La Frasnée sind Clairvaux-les-Lacs und Cogna im Norden, Saint-Maurice-Crillat im Osten, Châtel-de-Joux im Süden sowie Hautecour im Westen.

## Geschichte
Das Gemeindegebiet von La Frasnée war bereits in vorgeschichtlicher Zeit und während der Römerzeit besiedelt. Erstmals urkundlich erwähnt wird das Dorf im Jahre 1208. Der Ortsname leitet sich vom altfranzösischen Wort fresnaie (Eschenhain) ab. Seit dem Mittelalter gehörte La Frasnée zum Herrschaftsgebiet von Clairvaux. Zusammen mit der Franche-Comté gelangte das Dorf mit dem Frieden von Nimwegen 1678 an Frankreich.

## Sehenswürdigkeiten

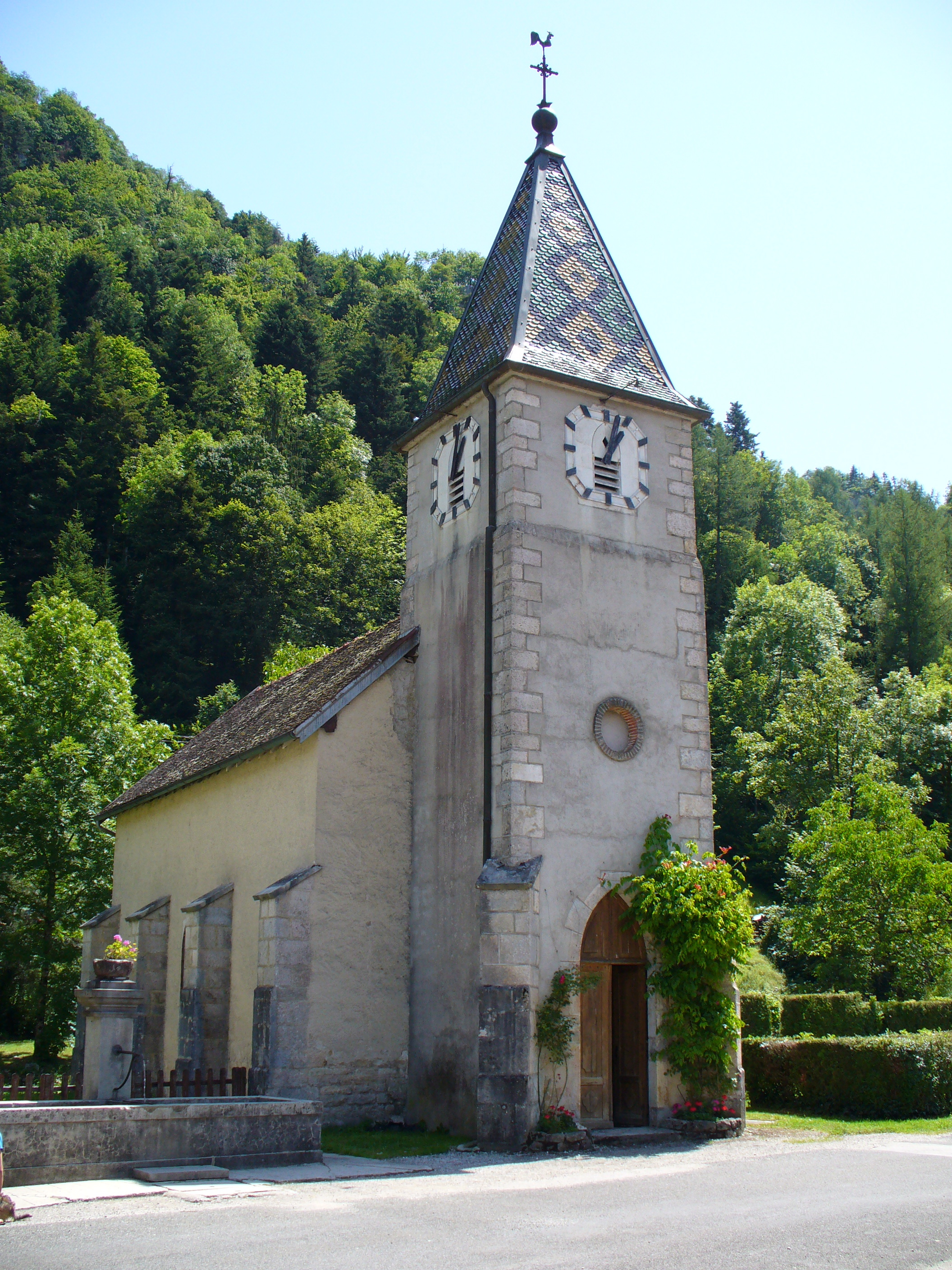
Kirche Saint-Nithier

Die Kirche Saint-Nithier in La Frasnée wurde im 19. Jahrhundert erbaut. Zu den Natursehenswürdigkeiten der Umgebung zählen das Tal des Drouvenant, der Creux de la Frasnée und die Höhle Trou des Gangônes.

## Bevölkerung
| Jahr                       | 1962 | 1968 | 1975 | 1982 | 1990 | 1999 | 2007 | 2018 |
| Einwohner                  | 66   | 51   | 64   | 47   | 39   | 41   | 40   | 39   |
| Quellen: Cassini und INSEE |      |      |      |      |      |      |      |      |

Mit 40 Einwohnern (Stand 1. Januar 2022) gehört La Frasnée zu den kleinsten Gemeinden des Départements Jura. Während des gesamten 20. Jahrhunderts bewegte sich die Einwohnerzahl stets im Bereich zwischen 40 und 70 Personen.

## Wirtschaft und Infrastruktur
La Frasnée war bis weit ins 20. Jahrhundert hinein ein vorwiegend durch die Landwirtschaft, insbesondere Viehzucht und Milchwirtschaft, sowie durch die Forstwirtschaft geprägtes Dorf. Noch heute leben die Bewohner zur Hauptsache von der Tätigkeit im ersten Sektor. Außerhalb des primären Sektors gibt es nur wenige Arbeitsplätze im Dorf. Einige Erwerbstätige sind auch Wegpendler, die in den umliegenden größeren Ortschaften ihrer Arbeit nachgehen.
Die Ortschaft liegt abseits der größeren Durchgangsstraßen. Straßenverbindungen bestehen Clairvaux-les-Lacs und Crillat.